# ソフトウェア・スタディーズ
ソフトウェア・スタディーズは、ソフトウェアシステムとその社会的および文化的影響を研究する、新しい学際的な研究分野である。ソフトウェアの実装とその使われ方は、サイバーカルチャー、インターネット研究、ニューメディア研究、デジタルカルチャーなどの最近の分野で研究されてきたが、ソフトウェア研究の前は、ソフトウェアが明確な研究対象として扱われることはめったになかった。ソフトウェアを人工物として研究するために、ソフトウェア・スタディーズは、デジタルヒューマニティーズおよびソフトウェアの計算の観点からの方法と理論を利用する。方法論的には、ソフトウェア研究は通常、コンピュータサイエンスやソフトウェアエンジニアリングのアプローチとは異なる。これらのアプローチは、主に情報理論や実際のアプリケーションにおけるソフトウェアに関係している。ただし、これらの分野はすべて、特にプログラミングとソースコードの分野で、コンピュータリテラシーに重点を置いている。 ニューメディア研究とソフトウェア・スタディーズを分ける点として、ソースコードとプロセスの分析に重点を置くことが多く挙げられる。これは通常、インターフェースと観察可能な効果の議論に限定される。

## 歴史
ソフトウェア・スタディーズの概念的な起源は、マーシャル・マクルーハンが、文化の形成におけるメディアに乗ったコンテンツではなく、メディアそれ自体の役割に焦点を当てたことに見ることができる。ソフトウェアを文化的実践として捉えた初期の研究の例としてフリードリヒ・キットラーのエッセイ「ソフトウェアなど存在しない」、 レフ・マノヴィッチの「ニューメディアの言語」、マシュー・フラーの「Behind the Blip: Essays on the Culture of Software」が挙げられる。ソフトウェアスタディーズの推進力の多くは、ビデオゲーム研究、特に特定のハードウェア・ソフトウェアのコンテキストの中でコンテキストにおいて人工物としてのソフトウェアを研究する、プラットフォーム・スタディーズに由来するものも多い。また新しいプラットフォームの構築と並んで、ニューメディアアート、ソフトウェアアート、モーショングラフィックス、およびCADもソフトウェアベースの文化的実践の中で重要なものである。
この分野の早期の学術会議としては、Software Studies Workshop 2006とSoftWhere 2008が挙げられる。  
2008年に、 MIT Pressは、Software Studiesシリーズを立ち上げ（フラーによる Software Studies：A Lexicon）、同時期に初めての学術プログラムも立ち上がった（UCSDでのマノヴィッチ、 Benjamin H. Bratton 、NoahWardrip-Fruinらによる「Software Studies Initiative」）。 
2011年には、英国の研究者らによって、オープンアクセスの査読付き学術誌であるComputational Cultureが設立された。このジャーナルは、「計算オブジェクト、実践、プロセス、および構造の文化の性質に関する学際的な調査」のためのプラットフォームを提供するとしている。 

## 関連分野
ソフトウェア研究は、社会的および文化的観点からテクノロジーの機能的要素を探求するデジタルヒューマニティーズの他の多くの新興分野と密接に関連している。ソフトウェア研究の特徴は、プログラム全体のレベルにおいて、特にインターフェースとコードの関係性にの焦点を当てることにある。特に関連しているのは、プログラムそのものよりも書かれたコード自体に焦点を当てるクリティカル・コード・スタディーズ　と、ハードウェアとソフトウェアの関係を調査するプラットフォーム・スタディーズがある。  

## See also
- カルチュラル・スタディーズ
- デジタル社会学